# 로빈 미드
로빈 미드(Robin Meade, 1969년 4월 21일 ~ )는 미국의 언론인, 진행자이다.